# Anne Sjerp Troelstra
Anne Sjerp Troelstra (Maartensdijk, 10 augustus 1939 – Blaricum, 7 maart 2019) was een Nederlands hoogleraar zuivere wiskunde en grondslagen van de wiskunde aan het Instituut voor Taal, Logica en Informatie (ITLI) van de Universiteit van Amsterdam.

## Biografie
Na het gymnasium beta gevolgd te hebben aan het Lorentz Lyceum in Eindhoven (1951-1957) ging Troelstra studeren aan de Universiteit van Amsterdam (UvA). In 1964 behaalde hij cum laude er zijn kandidaatsexamen wiskunde. Aansluitend was hij wetenschappelijk medewerker verbonden aan de faculteit wiskunde van de Amsterdamse universiteit. In 1966 promoveerde hij bij Arend Heyting met het proefschrift "Intuitionistic General Topology".
Na een periode in de Verenigde Staten (Stanford en SUNY Stony Brook) keerde Troelstra in 1968 terug naar Nederland alwaar hij lector werd aan de Universiteit van Amsterdam. Twee jaar later volgde een benoeming tot gewoon hoogleraar van de leerstoel logica, zuivere wiskunde en grondslagen. Deze positie behield hij tot september 2000 toen hij met emeritaat ging.

## Werk
Troelstra was een constructivistisch wiskundige die invloed had in de ontwikkeling van intuïtionistische logica. Gebaseerd het werk van Luitzen Egbertus Jan Brouwer verdiepte hij samen met Georg Kreisel de theorie uit van keuzerijen. Daarnaast schreef hij een van de eerste artikelen over lineaire logica en, met Helmut Schwichtenberg, was hij co-auteur van een belangrijk leerboek over bewijstheorie.
In 1976 werd hij verkozen tot lid van de Koninklijke Nederlandse Akademie van Wetenschappen (KNAW). Naast zijn UvA-hoogleraarschap was Troelstra onder andere gasthoogleraar aan de universiteit ven Freiburg (Duitsland), Siena (Italië) en Bern (Zwitserland). In november 1996 ontving hij de F.L. Bauer-prijs van de Bund der Freunde der Technischen Universität München voor zijn internationaal uitstaande bijdragen aan de theoretische informatica.
Naast de wiskunde had Troelstra een diepgaande interesse in de natuurhistorie en ontwikkelde hij gedurende zijn leven een brede kennis over planten in binnen- en buitenland. Zijn jaarlijkse publicatie van linosnedes van planten die hij tijdens zijn reizen in Europa had ontdekt, waren beroemd. Daarnaast heeft Anne ook naam gemaakt als auteur van reisverhalen over natuurhistorie, waarin de exotische karakters en avonturen uit het verleden worden beschreven die de gemiddelde academicus van vandaag wordt ontzegd. Zijn belangrijkste bibliografie van verhalen over natuurlijke geschiedenis werd in 2016 gepubliceerd.Van 2008 tot aan zijn overlijden was hij als gastonderzoeker werkzaam bij de Artis Bibliotheek.